# Classe Columbia (sous-marin)
Pour les autres classes de navires du même nom, voir Classe Columbia.
La classe Columbia (anciennement projet SSBN-X ou Ohio Replacement Submarine) est une classe de sous-marins nucléaires lanceur d'engins (SNLE) de l'US Navy. Elle doit remplacer les sous-marins de classe Ohio à l'horizon 2030,.

## Historique
En 2016, il a été décidé que le navire de tête prendra le nom de Columbia en l'honneur du district de Columbia.
La construction du premier sous-marin doit commencer en 2021 pour entrer en service, selon les prévisions de 2019, au plus tard en octobre 2030 (quelque 50 ans après l'entrée en service de son prédécesseur immédiat). Les sous-marins de cette nouvelle classe devront rester en service jusqu'en 2085.
La cérémonie de découpage d'acier du premier bateau a lieu le 17 juin 2019.

## Caractéristiques générales

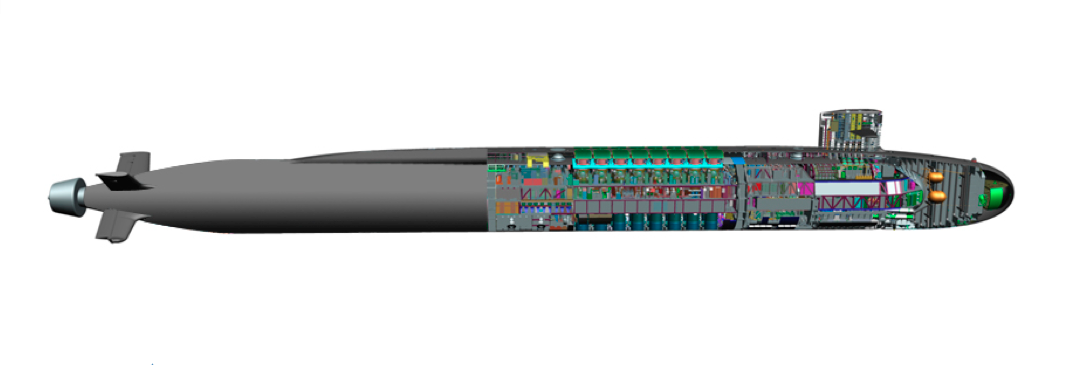
Coupe du projet en 2014.

### Propulsion électrique
Le système choisi est le même que celui mis en oeuvre en 2013 dans les sous-marins français de la Classe Le Triomphant par la société Technicatome.
Rappelons que dans les premières générations de sous-marins à propulsion nucléaire, le réacteur chauffe de la vapeur puis cette vapeur est transformée en énergie mécanique et ainsi propulser le bâtiment.
Pour les sous-marins Columbia, le système est un peu plus complexe puisqu'il agit en deux étapes. En premier lieu, le réacteur nucléaire génère de la vapeur qui est convertie en énergie électrique immédiatement stockée dans des batteries. En second lieu, cette énergie électrique est utilisée pour actionner des moteurs électriques afin de propulser le bâtiment. L'objectif est de rendre la propulsion plus silencieuse.

### Compartiment missiles
En décembre 2008, General Dynamics Electric Boat Corporation, division de General Dynamics est choisie pour élaborer le nouveau compartiment missiles (Common Missile Compartment ou CMC) dont seront dotées toutes les unités de la classe remplaçant les Ohio.
En 2012, l'US Navy annonce que le compartiment missiles pourrait être issu d'une collaboration avec la Royal Navy britannique qui doit également élaborer une nouvelle classe de SNLE pour succéder aux Vanguard en service depuis 1993.

### Autres informations
En juin 2012, l'Arms Control Association (en) a alerté que l'usage d'uranium hautement enrichi comme combustible sur les sous-marins pourrait mener au problème de la prolifération nucléaire. Cette nouvelle classe de sous-marins utilisera en effet du combustible enrichi à plus de 90%, permettant dès lors de ne pas avoir à leur faire passer régulièrement une période d'immobilisation à terre dans le but de recharger leur combustible. Or, l'uranium enrichi à plus de 90% est classé comme arme et notamment utilisé lors des procédés d'élaboration de têtes nucléaires. Le traité de non-prolifération nucléaire n'interdit pas la création de matériaux utilisant ce type d'uranium du moment que le but recherché n'est que celui de l'amélioration des capacités de propulsion d'un bâtiment à propulsion nucléaire. Cette association a indiqué que certains pays pourraient se servir de cette faille dans les clauses du traité pour produire des armes nucléaires, utilisant un programme sous-marin comme couverture. Le rapport publié par l'Arms Control Association a en conclusion recommandé que la classe SSBN(X) retourne à une propulsion utilisant des réacteurs à l'uranium peu enrichi.

## Liste des bâtiments
| Nom                      | Numéro   | Image | Chantier      | Commande        | Quille      | Lancement | Mise en service                                                 | Destin |
| ------------------------ | -------- | ----- | ------------- | --------------- | ----------- | --------- | --------------------------------------------------------------- | ------ |
| USS District of Columbia | SSBN-826 |       | Electric Boat | 5 novembre 2020 | 4 juin 2022 |           | 2031 (prévision de 2016) octobre 2030 (prévisions de juin 2019) |        |
| USS Wisconsin            | SSBN-827 |       | Electric Boat | 5 novembre 2020 |             |           |                                                                 |        |